# ひよこソフト
ひよこソフト（Hiyoko Soft）は、日本のアダルトゲームブランド。

## 概要
2008年（平成20年）に月音、みずきほたる、Blasterheadらによって設立された。

2019年（令和元年）6月23日時点で現在スタッフは10名。
設立以来、株式会社トゥインクルクリエイトが運営していたが、2022年（令和4年）5月にぐっどむーびー株式会社にブランドと過去作の権利を譲渡した。しかし、ぐっどむーびー株式会社は翌2023年（令和5年）6月には資金不足により営業を停止、同年11月に破産している。
なお、2000年（平成12年）から2001年（平成13年）に活動していた有限会社エーエムシーの同名ブランド・ひよこソフト（「ホワイト」へ改称し、2002年に解散）とは無関係である。

## 作品

### ひよこソフト
- 2010年1月29日発売 - 月染の枷鎖 -the end of scarlet luna-
- 2011年5月20日発売 - サクラの空と、君のコト -Sweet Petals For My Dear-
- 2018年3月23日発売 - 消えた世界と月と少女
- 発売中止[5][6] - 死と彼女と廻る世界 -THE END OF THE EVENT-[7][5]

### ひよこソフト桃組
- 2012年5月25日発売 - おしえて☆エッチなレシピ -アナタとワタシのあま〜いせいかつ!-
- 2013年5月31日発売 - あいこみゅ!! -IDOL Communication-

## スタッフ
- 原画 - 月音、みずきほたる・つみき・萩原音泉[8]・きのこむし[1]
- グラフィック - やなぎ茜・鈴木あんり
- シナリオ - 神夜優

## 元スタッフ
- シナリオ - 飛燕・篁葉月

- グラフィック - とぉの・ぴるきー